# Julià Reig i Ribó
Julià Reig i Ribó (1911-1996) fue un empresario y político andorrano hijo de Julià Reig i Roqueta fundador de la antiga Fàbrica Reig. Fue miembro del Consell General d'Andorra y Síndic General de esta entre 1960 y 1967 y posteriormente entre el 1973 y 1979.

## Carrera política
Fue miembro del Consell General d'Andorra, siendo Síndic General en dos periodos (1960-1967 i 1973-1979). Promovió la creación de la Seguretat Social andorrana y del sufragio unversal en Andorra.